# Пишещият Свети Йероним
„Пишещият св. Йероним“ е картина от италианския бароков художник Караваджо, нарисувана в периода 1607 – 1608 г. Произведението се намира в параклиса към конкатедралата св. Йоан Кръстител във Валета. Творбата може да бъде сравнявана, а често е и бъркана с едноименна картина отново на Караваджо от 1605 – 1606 г., намираща се в галерия Боргезе в Рим. Друга картина на автора по същата тема е „Медитиращият св. Йероним“, съхранявана в манастира Монтсерат в Испания.
Творбата е поръчана директно от малтийския рицар Иполито Маласпина, за което свидетелства изобразеният негов герб в долния десен ъгъл на картината, както и фактът, че той е покровителствал художника при пребиваването му на острова. След смъртта на Маласпина, платното е дарено на италианската капела в конкатедралата Св. Йоан Кръстител. Впоследствие е изложено в параклиса към катедралата, където се намира „Обезглавяването на св. Йоан Кръстител“, друга творба от малтийския период на Караваджо. Копие на картината е поставено на оригиналното ѝ място в италианската капела.

## Описание
Караваджо е изобразил светеца седнал на леглото, пишещ върху страниците на дебела книга върху дървена маса. Св. Йероним е известен с превеждането на текста на библията от гръцки на латински език. В характерена за художника силно затъмнена интериорна среда, композиционно основните елементи оформят триъгълник, вписан в правоъгълната равнина на картината. Коляното в долния ляв ъгъл, силно осветеното рамо и главата на светеца централно горе оформят едното рамо на триъгълника. Обратно, другото рамо се спуска надолу вдясно, фиксирано от група предмети върху масата, сред които череп и разпятие, завършвайки до герба на рицаря поръчител на творбата.

## Реставрация
През 1960-те години картината е изпратена за реставриране в централния институт за реставрация в Рим. Двадесет години по-късно, на 29 декември 1984 г. творбата е открадната. Намерена е на 4 август 1988 г. Поради нанесени поражения от крадците при изрязването на платното от рамката, през 1990 г. картината е изпратена за нова реставрация в Рим.